# Os Carvoeiros
Os Carvoeiros é um filme documentário brasileiro de 1999, dirigido pelo inglês Nigel Noble, que tem um estilo realista, aos 56 anos ganhou o Oscar pelo documentário Close Harmony, sobre um coral de crianças e idosos, do ano de 1981.
Conhecido como “cinema de verdade”, por ter sido filmado sem um roteiro prévio e por tratar fielmente a vida dos carvoeiros, o documentário teve como inspiração o ensaio fotográfico “Os Carvoeiros” de Marcos Prado (cineasta). Diferentemente do filme, que as gravações duraram de abril a maio de 1998, Marcos Prado passou oito anos trabalhando em seu projeto.

## Sinopse
O documentário mostra a vida das famílias pobres, do interior de Minas Gerais, Mato Grosso do Sul e Pará, que são exploradas e ganham suas vidas extraindo carvão vegetal das matas brasileiras, acompanhando todo o processo de “carvoejar”. Traz depoimentos dos carvoeiros que contam suas histórias – desde a infância onde aprendiam com seus pais a pratica, até os dias atuais onde dependem disso para sobreviver.

Com o apoio de grandes empresas como a Unicef e Conservation International, o longa traz informações sobre como é usado o carvão vegetal que são extraídos das matas.

O diferencial deste documentário é que o assunto não é discutido por especialistas, o diretor tem um comprometimento social fazendo com que passe um retrato mais real da estrutura de vida das pessoas que vivem nessas condições. A partir dos relatos obtidos é feito uma denúncia as péssimas condições que vivem essas famílias, o trabalho semiescravo, até mesmo o trabalho infantil – coletam depoimentos de pessoas que tentam reverter a situação e levar as crianças para as escolas. 

A saúde dessa população acaba sendo afetada pela inalação dos gases tóxicos a partir da queima das madeiras. Além da intoxicação, esse tipo de trabalho pode causar: doenças respiratórias, envelhecimento precoce, hérnia, câncer, entre outros.

## Produção
Foi a primeira grande produção cinematográfica da Zazen Produções, a produtora é conhecida também por ter realizado filmes como Tropa de Elite, Tropa de Elite 2, Paraísos Artificiais (filme), e os documentários Estamira, Ônibus 174, entre outras produções. Seus filmes além ganharem prêmios em diversos festivais nacionais, participam de muito festivais internacionais.

## Comentários e Análises
"Afinal, em Os Carvoeiros o espectador brasileiro não verá ou saberá nada de novo sobre o trabalho semi-escravo rural brasileiro pois os realizadores não se propõe a isso. O pouco de novo e surpreendente que sai do filme vem das palavras dos carvoeiros, e portanto de algo que o "diretor" não compreendeu!! Tem algo de muito errado nisso tudo. A palavra dos envolvidos é reduzida e pouco aproveitada e aprofundada, ficando no geral no nível do clichê-apresentação da situação." escreveu Eduardo Valente para a Revista ContraCampo.

## Ficha Técnica
- Argumento – José Padilha, Marcos Prado, Pedro Nabuco
- Fotografia – Flavio Zangrandi
- Assistente de Fotografia – Marcela Bourseau
- Pesquisa – Pedro Nabuco
- Edição – Ann Collins
- Edição Adicional – Felipe Lacerda
- Assistente de Edição – Algernon Tunsil, Tamino de Castro, Gisela Werneck
- Coprodução – Jozane Resende, Marcos Prado
- Coordenação de Produção – José Claudio Padilha
- Escrito e produzido – José Padilha
- Produção Executiva – José Padilha
- Assistente de Produção EUA – Catherine Tambini
- Assistente de Produção Amazônia – Caio Martins, João Bosco
- Direção – Nigel Noble
- Assistente de Direção – Barbara Sotto
- Entrevistas – Marcos Prado
- Entrevista Gildean – Pedro Nabuco
- Música Original – João Nabuco
- Produção Musical Executiva – Carlos Padilha
- Interpretes – Maestro Paulo Moura, Jovi, Márcio Mainhard, Marcos Suzano, João Nabuco
- Gravação – Estúdio Copacabana
- Som – Pedro Miller
- Finalização de Som – Estúdios Mega
- Edição de Som e Mixagem – Rodrigo Noronha
- Assistente de Edição de Som – Fabiana Benchimol.

Filmado originalmente em super 16mm Kodak.

## Prêmios
| Ano  | Prêmio                                         | Categoria                                          | Resultado |
| ---- | ---------------------------------------------- | -------------------------------------------------- | --------- |
| 2000 | Los Angeles Latino Filme Festival              | Melhor Documentário Latino-Americano               | Venceu    |
| 2000 | II Fica - Festival de Cinema e Video Ambiental | Melhor Documentário                                | Venceu    |
| 2000 | Prêmio CCBB                                    | Melhor Documentário Brasileiro (escolha do público | Venceu    |